# Du sang, du labeur, des larmes et de la sueur
Cet article possède un paronyme, voir Du sang et des larmes.
Blood, toil, tears and sweat

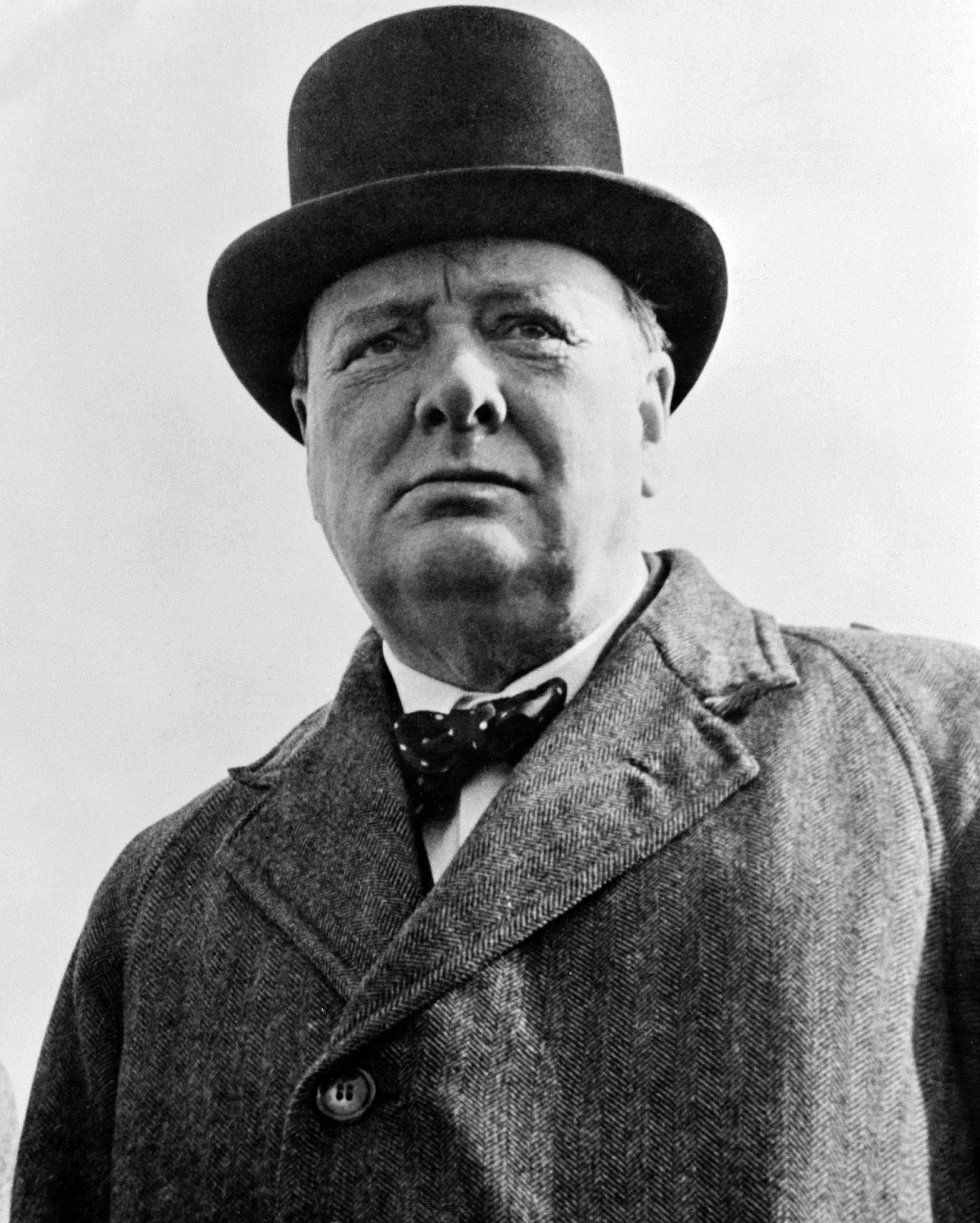
Winston Churchill (1942).

« Je n'ai à offrir que du sang, du labeur, des larmes et de la sueur », soit en anglais : « I have nothing to offer but blood, toil, tears and sweat », est une phrase célèbre prononcée par Winston Churchill le 13 mai 1940 dans son premier discours devant la Chambre des communes, après sa nomination au poste de Premier ministre du Royaume-Uni durant la Seconde Guerre mondiale.
Churchill, qui remplace Neville Chamberlain le 10 mai, demande par ce discours à la Chambre d'appuyer son gouvernement.

## Histoire
La phrase de Winston Churchill, « Je n'ai rien d'autre à offrir que du sang, du labeur, des larmes et de la sueur », a été qualifiée de paraphrase de celle prononcée le 2 juillet 1849 par Giuseppe Garibaldi lors du rassemblement de ses forces révolutionnaires à Rome : « J'offre faim, soif, marche forcée, bataille et mort ». Dans sa jeunesse, Churchill avait envisagé d'écrire une biographie de Garibaldi.
Les circonstances dans lesquelles ce dernier a prononcé ce discours — la République révolutionnaire romaine étant envahie et Garibaldi devant maintenir le moral de ses troupes dans une retraite très dangereuse à travers les montagnes des Apennins — étaient à certains égards comparables à la situation de la Grande-Bretagne, la France étant envahie par l'armée allemande.

## Autres phrases ou expressions de Churchill
| Citation originale                                                                                        | Traduction française                                                                                   |
| --- | --- |
| Never was so much owed by so many to so few                                                               | Jamais tant de gens n'ont dû autant à si peu                                                           |
| Be Ye Men of Valour (en)                                                                                  | Montrez votre valeur                                                                                   |
| We shall fight on the beaches                                                                             | Nous combattrons sur les plages                                                                        |
| This was their finest hour                                                                                | C'était là leur heure de gloire                                                                        |
| This is not the end. It is not even the begining of the end. But it is, perhaps, the end of the begining. | Ce n'est pas la fin. Ni même le commencement de la fin. Mais c'est, peut-être, la fin du commencement. |
| Iron curtain                                                                                              | Rideau de fer                                                                                          |